# 苏务滋
苏务滋（1912年—2002年7月7日），有时冠夫姓为费苏务滋，女，安徽太平人，中国教育家、社会活动家，第五、六、七届全国政协委员。

## 家庭
丈夫费彝民。子女费大龙、费斐、费大卫、费大中、费大雄。